# Liste de logiciels de modélisation 3D

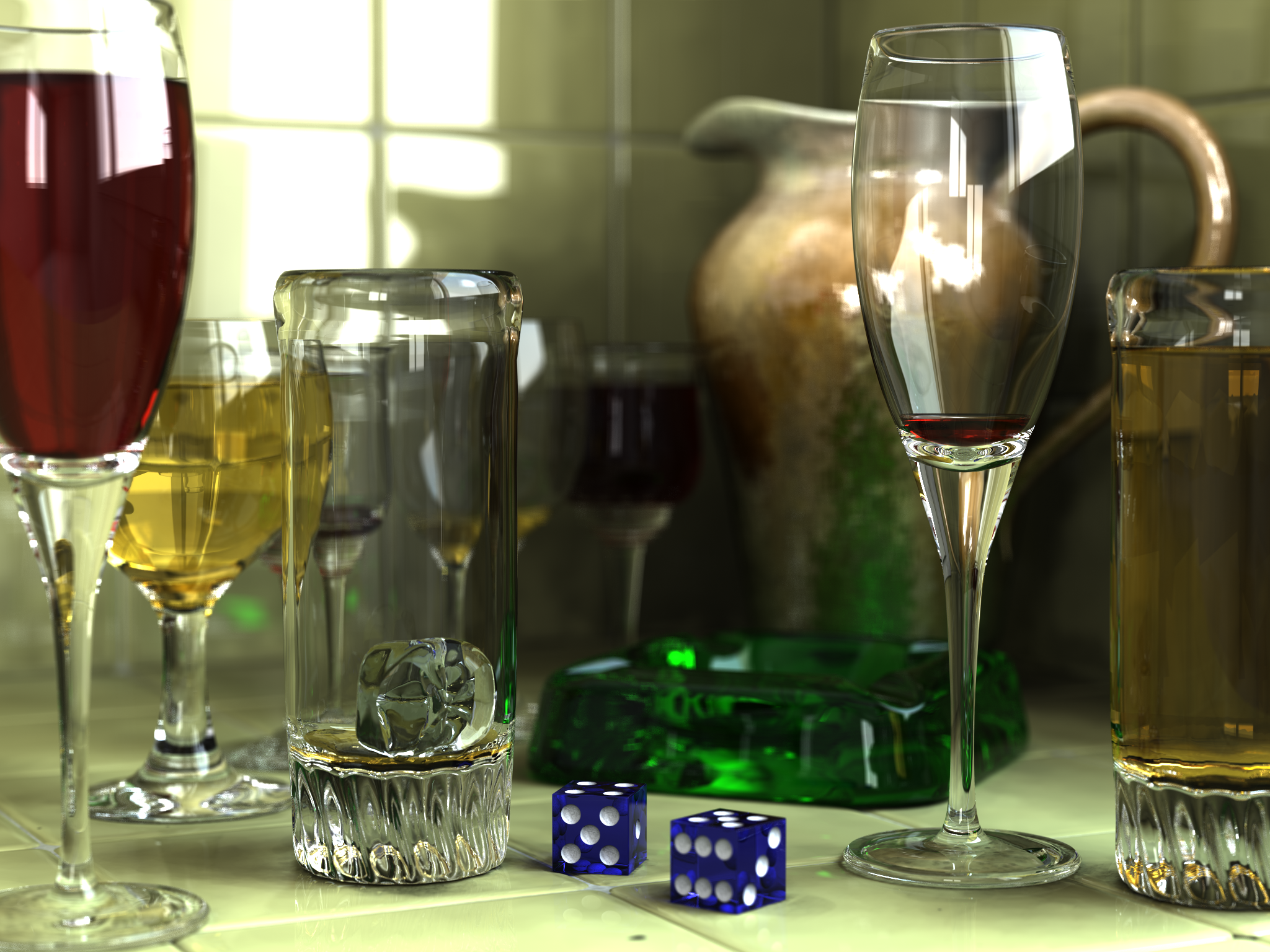
Rendu créé par Gilles Tran.

Voici une liste de logiciels de modélisation 3D disponibles dans le commerce, les logiciels informatiques utilisés pour l'élaboration d'une représentation mathématique d'une surface en trois dimensions d'objets, aussi appelée modélisation 3D.
| Orientation      | Nom                             | Licence      | Editeur  | Site officiel | Screenshot        |
| ---------------- | ------------------------------- | ------------ | -------- | ------------- | ----------------- |
|                  | 3DReshaper                      | Propriétaire |          |               |                   |
|                  | 3D Turbo                        | Propriétaire |          |               |                   |
|                  | Aartform Curvy 3D               | Propriétaire |          |               |                   |
|                  | AC3D (en)                       | Propriétaire |          |               |                   |
|                  | Art of Illusion                 | FLOSS        |          |               |                   |
| Dessin technique | AutoCAD                         | Propriétaire |          |               |                   |
| Scène            | Autodesk 3ds Max                | Propriétaire |          |               | ARC PLUS 3D et 2D |
|                  | Autodesk Maya                   | Propriétaire |          |               |                   |
|                  | Autodesk Softimage              | Propriétaire |          |               |                   |
| Scène            | Blender                         | GPL          |          |               |                   |
|                  | BlockSCAD                       |              |          |               |                   |
|                  | CATIA                           | Propriétaire |          |               |                   |
|                  | Ceetron 3D Components           | Propriétaire |          |               |                   |
|                  | Cheetah3D (en)                  | Propriétaire |          |               |                   |
|                  | Cinema 4D                       | Propriétaire |          |               |                   |
|                  | DAZ Studio                      | Propriétaire |          |               |                   |
|                  | Electric Image Animation System | Propriétaire |          |               |                   |
|                  | Flux (software) (en)            |              |          |               |                   |
| Dessin technique | FreeCAD                         | LGPL2+       |          |               |                   |
|                  | Hexagon                         | Propriétaire |          |               |                   |
|                  | Fusion 360 (en)                 |              | Autodesk |               |                   |
|                  | ImplicitCAD                     |              |          |               |                   |
| Mathématiques    | K3DSurf                         | GPL2         |          |               |                   |
| Dessin technique | LibreCAD                        | FLOSS        |          |               |                   |
|                  | LightWave 3D                    | Propriétaire |          |               |                   |
| Humains          | MakeHuman                       | FLOSS        |          |               |                   |
| Fractales        | Mandelbulb3D                    | FLOSS        |          |               |                   |
| Fractales        | Mandelbulber                    | FLOSS        |          |               |                   |
| Mathématiques    | MathMod                         | FLOSS        |          |               |                   |
|                  | MASSIVE                         | Propriétaire |          |               |                   |
|                  | MikuMikuDance                   |              |          |               |                   |
|                  | Mixamo                          | Propriétaire |          |               |                   |
|                  | Multigen Creator                | Propriétaire |          |               |                   |
|                  | Modo                            | Propriétaire |          |               |                   |
|                  | OpenFX                          |              |          |               |                   |
|                  | OpenSCAD                        | FLOSS        |          |               |                   |
|                  | Paint 3D                        | Propriétaire |          |               |                   |
|                  | Poser                           | Propriétaire |          |               |                   |
|                  | Remo 3D (en)                    | Propriétaire |          |               |                   |
|                  | Rhinoceros 3D                   | Propriétaire |          |               |                   |
|                  | Sculptris (ru)                  | Freeware     |          |               |                   |
|                  | Seamless3d (en)                 | FLOSS        |          |               |                   |
|                  | Sensable Freeform               | Propriétaire |          |               |                   |
|                  | Shade 3D (en)                   | Propriétaire |          |               |                   |
|                  | Silo                            | Propriétaire |          |               |                   |
|                  | Sketchup (Trimble)              | Propriétaire |          |               |                   |
|                  | SOCET SET (en)                  | Propriétaire |          |               |                   |
|                  | SolidWorks                      | Propriétaire |          |               |                   |
| Fractales        | Structure Synth                 | FLOSS        |          |               |                   |
|                  | Swift 3D (en)                   | Propriétaire |          |               |                   |
|                  | Tekla Structures (Trimble)      | Propriétaire |          |               |                   |
|                  | TeoWin                          | Propriétaire |          |               |                   |
| Objet            | TopMod                          | FLOSS        |          |               |                   |
|                  | TrueSpace (en)                  | Propriétaire |          |               |                   |
|                  | Wings 3D                        | FLOSS        |          |               |                   |
|                  | ZBrush                          | Propriétaire |          |               |                   |
|                  | ZW3D                            | Propriétaire |          |               |                   |